# The Apprentice: Прича о Трампу
The Apprentice: Прича о Трампу (енгл. The Apprentice) амерички је биографско-драмски филм из 2024. о почецима Доналда Трампа 1970-их и 1980-их година у Њујорку, као и његовом односу са својим ментором, контроверзним њујоршким адвокатом Ројом Коном. Филм је режирао Али Абаси, према сценарију Габријена Шермана, док су у главним улогама Себастијан Стен, Џереми Стронг, Мартин Донован и Марија Бакалова.
Филм је премијерно приказан на Канском филмском фестивалу 20. маја 2024. Филм је генерално позитивно оцењен од стране критичара; међутим сам Трамп је филм описао „клеветничким и политички одвратним” намењен да нашкоди његовој кампањи за председника САД 2024. Сам филм је Сједињеним Државама због специфичности теме којом се бави, укључујући и покушаје Трамповог правног тима да спречи дистрибуцију, имао ограничену дистрибуцију и маркетинг (само један трејлер и без ТВ реклама).

## Радња
У Њујорку 1970-их, амбициозни грађевински могул Доналд Џон Трамп се труди да изађе из сенке свог моћног оца. На почецима своје каријере упознаје Роја Кона, политичког фиксера који му постаје главни ментор. Кон учи Трампа како да стекне богатство и моћ путем преваре, застрашивања и медијске манипулације.

## Улоге
| Глумац          | Улога            |
| --------------- | ---------------- |
| Себастијан Стен | Доналд Трамп     |
| Џереми Стронг   | Рој Кон          |
| Марија Бакалова | Ивана Трамп      |
| Мартин Донован  | Фред Трамп       |
| Кетрин Макнали  | Мери Ен Трамп    |
| Чарли Карик     | Фред Трамп Млађи |
| Бен Саливан     | Расел Елдриџ     |
| Џејсон Бликер   | Џорџ Стајнбренер |
| Марк Рендал     | Роџер Стоун      |
| Џо Пинг         | Ентони Салерно   |
| Брус Битон      | Енди Ворхол      |
| Ијан Д. Кларк   | Ед Коч           |
| Том Барнет      | Руперт Мердок    |
| Стјуарт Хјуз    | Мајк Волас       |